# Mounds (Oklahoma)
Mounds es un pueblo ubicado en el condado de Creek en el estado estadounidense de Oklahoma. En el año 2010 tenía una población de 	1168 habitantes y una densidad poblacional de 389,33 personas por km².

## Geografía
Mounds se encuentra ubicado en las coordenadas 35°52′34″N 96°03′36″O / 35.876076, -96.059951.

## Demografía
Según la Oficina del Censo en 2000 los ingresos medios por hogar en la localidad eran de $27,050 y los ingresos medios por familia eran $35,417. Los hombres tenían unos ingresos medios de $28,438 frente a los $18,750 para las mujeres. La renta per cápita para la localidad era de $12,917. Alrededor del 15.7% de la población estaban por debajo del umbral de pobreza.